# Гигантски гепард
Гигантски гепард (Acinonyx pardinensis) е праисторически вид гепард наподобяващ на съвременния гепард. Начинът на живот и физическите характеристики на вида се предполага, че са близки до тези на днешните гепарди. По размери на тялото обаче те се доближават до лъвовете и са повече от 100% по-големи от настоящите размери на гепарда. Теглото им е било в рамките на 120 kg., дължината на тялото 190 cm, а височината при холката 160 cm. Фосили от вида са открити от ранен и среден плеистоцен от Франция и Германия до Индия и Китай. Видът е еволюирал успоредно с ягуара и леопарда и вероятната конкуренция е причината той да развие качества за постигане на висока скорост при бягане. Голямото му тегло и слабото изтриване на ноктите открити при изследванията говорят, че вида не е достигал скорости на спринтиране характерни за днешните гепарди. Той е бягал поне малко по-бавно от днешния вид. Този факт определя и по-различното меню на вида. Предполага се, че е ловувал видове подобни на днешните мунтжаки, муфлони и елени.
Гигантският гепард за първи път в България е установен от палеозоолога проф. Николай Спасов в ранно-плейстоценското палеонтологично находище при с. Долно Озирово (Община Вършец).